# با سرعت تمام: از ایرلند تا هند با دوچرخه
با سرعت تمام: از ایرلند تا هند با دوچرخه (انگلیسی: Full Tilt: Ireland to India with a Bicycle) کتابی اثر درولا مورفی است که دربارهٔ سفر زمینی‌اش با دوچرخه از ایرلند و از طریق اروپا، ایران، افغانستان، پاکستان به هند است. این سفرنامه این نخستین بار توسط انتشارات جان مورای در سال ۱۹۶۵ منتشر شد. عنوان فرعی این کتاب از ایرلند تا هند با دوچرخه است، اما نام‌های دیگری چون از دانکرک تا دهلی با دوچرخه و از دوبلین تا دهلی با دوچرخه هم دارد.
این کتاب را یکی از بهترین کتاب‌های دوچرخه سواری، و همچنین یکی از بهترین سفرنامه‌ها دانسته‌اند.

## خلاصه
در سال ۱۹۶۳ مورفی نخستین سفر طولانی دوچرخه‌ای خود را آغاز کرد، سفری که از ایرلند شروع و در هند پایان یافت. او با خریداری یک تپانچه به‌همراه سایر تجهیزات ضروری، سوار بر دوچرخهٔ مردانه «آرمسترانگ کادت» خود (به نام «رزینانته» در اشاره به اسب دن کیشوت که البته همیشه به نام اختصاری «رز» بدان اشاره می‌شود)، در یکی از بدترین زمستان‌های آن سال‌های اروپا از آن عبور کرد. در یوگسلاوی، مورفی به جای ارسال نامه، اقدام به نوشتن یک دفترچه رویدادهای روزانه نمود. او در ایران از اسلحه‌اش برای ترساندن گروهی از دزدان استفاده کرد و از «تاکتیک‌هایی غیرقابل چاپ» جهت رهایی از یک فقره اقدام به تجاوز جنسی در یک ایستگاه پلیس استفاده کرد. او بدترین جراحت خود را در سفر در یک اتوبوس در افغانستان تجربه کرد که طی آن، قنداق یک تفنگ به قفسه سینه‌اش اصابت کرد و سه دنده‌اش را شکست. با این حال، این واقعه تنها مدت کوتاهی سفرش را به تأخیر انداخت. او با تحسین از مناظر و مردم افغانستان نوشت و خود را یک «افغانی» خواند و مدعی شد که یک فرد افغان «فردی است با ارزش‌ها و رفتارهایی چون خودم». او در پاکستان از سوات (جایی که مهمان آخرین ولیعهد آن ایالت، میان‌گل اورنگزیب بود) و منطقه کوهستانی گلگت بازدید کرد. آخرین مرحله سفر او از طریق منطقه پنجاب و از طریق مرز زمینی به هند به سمت دهلی انجام شد. وقایع‌نگاری روزانهٔ او بعدها توسط انتشارت جان مورای در سال ۱۹۶۵ منتشر شد.

### حوادث در ایران
یک روز وقتی نشسته بودم ناهار خود را در لبه مسیر می خوردم ،  سه مرد ظاهر شدند و بیلهایی روی شانه های خود حمل میکردند. برای یک دهکده کشاورزی کوچک حدود دو مایل فاصله به نظر عادی می رسید، اما پس از آن ، همانطور که من در حال سلام کردن بودم دو نفر از آنها رز را گرفتند و بردند. در حالی که سومین به سمت من پیش میرفت من بالای سر او شلیک کردم  که باعث شد هرسه مثل خرگوش فرار کنند. 
بسیاری از مسافران باتجربه به من توصیه کرده بودند که بهتر است در این کشورها اسلحه حمل نکنیم چون باعث تحریک بیشتر میشود ولی از آنجاکه این افراد حرفه ای نیستند بنظر من بهتر است سلاح داشته باشید.
سوءاستفاده بعدی من به گونه ای بود که  در یک روز سرد مکث کردم تا خودم را در یک  غذاخوری با یک وعده غذایی گرم پذیرایی  کنم. جمعیت کنجکاو را به خود جلب کردیم و به زودی یک جوان افسر پلیس ، نزدیک شد و گفت  به دلیل نزدیکی به شوروی، من باید او را برای پر کردن فرم هایی تا اداره پلیس همراهی کنم
با پایان دادن به ناهار ، من معصومانه او را دنبال کردم از طریق پیچ و خم کوچه ها بین خانه های گل. سرانجام او تبدیل به یک ترکیب کوچک با یک چاه در مرکز شد ،
در را قفل کرد و کلید را در جیب خود قرار داد. فهمیدم که قصد او چیست.در ابتدا دوست داشتنی بود. اما به زودی ،با فهمیدن اینکه زنان اروپایی آنطور که فکر میکند راه نمیدهند  کنترل را از دست داد و متعاقب آن
از تاکتیک هایی استفاده کردم که نمیشود گفت و او به حالت اسفباری درامد و شلوار او را برداشتم کلید را از آن دراوردم در را باز کردم و فرار کردم.
شاید قابل درک باشد که  آذربایجان تنها جایی است که آرزو نمی کنم دوباره به آنجا بروم.